# Urshu

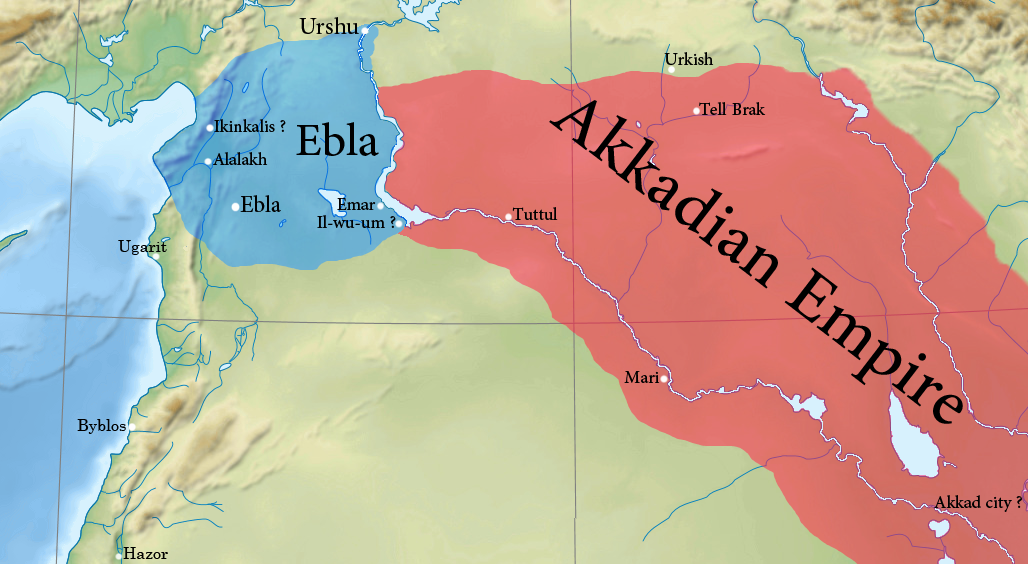
Deuxième royaume d'Ebla vers la fin du règne de Naram-Sin d'Akkad À son apogée, le deuxième royaume éblaïte comprenait Urshu au nord, et la ville d'Il-wu-um au sud en aval du grand méandre de l'Euphrate (ville d'Íl-wu-um).

Urshu, Warsuwa, Ursa'um ou Urshum était une cité-état hourrite amorite, du sud de la Turquie, probablement située sur la rive ouest de l'Euphrate et au nord de Karkemish.

## Histoire
Urshu était une ville commerciale gouvernée par un seigneur (EN). C'était un allié d'Ebla et elle apparaît dans les tablettes d'Ebla comme Ursa'um. Plus tard, elle a été mentionnée dans les inscriptions de Gudea (vers 2144-2124 BC selon la chronologie moyenne) comme une ville où se procurer les résines de bois. Une  lettre assyrienne du XIXe siècle av. J.-C. mentionne un temple du dieu Assur à Urshu.
Au début du XVIIIe siècle av. J.-C., Urshu s'allie avec Yamhad contre Yahdun-Lim de Mari. Les relations avec l'Assyrie étaient également tendues et les hommes d'Urshu furent convoqués par Yapah-Adad et son apirou pour attaquer les terres de Shamshi-Adad I d'Assyrie. Les textes de Mari mentionnent un conflit entre Urshu et Karkemish : les tribus d'Upra-peans et de Ra-beans ont attaqué Urshu à travers le pays de Karkemish, ce qui a amené Urshu à attaquer un contingent de troupes et de civils de Karkemish qui avançait le long de la rive de l'Euphrate.
Plus tard, Urshu est devenu un rival économique de Yamhad et est entré dans une alliance avec Qatna et Shamshi-Adad I pour attaquer Sumu-Epuh de Yamhad (vers 1810-1780 BC). La mort de Shamshi-Adad et l'accession au trône de Yarim-Lim I de Yamhad ont mis fin à cette rivalité, car Yamhad a imposé son autorité directe sur le nord, l'ouest et l'est de la Syrie faisant passer Urshu sous sa sphère d'influence sans l'annexer. Les Tablettes de Mari mentionnent quelques rois d'Urshu qui datent de cette époque, dont Shennam et Atru-Sipti, qui visitèrent Mari la 12e année du règne de Zimri-Lim.

### Conquête hittite
Le roi hittite Hattusili I attaqua Urshu au cours de la deuxième année de son règne, assiégeant la ville pendant six mois. Le roi hittite avait 80 chars et menait ses opérations depuis la ville de Lawazantiya (située dans le district moderne d'Elbistan) dans les contreforts du Taurus dans l'est de la Cilicie.
Malgré l'aide de Yamhad et de Karkemish, Urshu a été brûlée et détruite ; ses terres furent pillées et le butin emporté dans la capitale hittite Hattusa.
L'histoire d'Urshu après la conquête est ambiguë. Au XVe siècle av. J.-C., elle apparaît dans les tablettes d'Alalakh comme "Uris" ou "Uressi", et est mentionné comme "Urussa" dans le traité entre Tudhaliya II et Sunassura II de Kizzuwatna comme faisant partie du territoire de ce dernier. La ville est redevenue partie de l'empire hittite et a été mentionnée pour la dernière fois dans des documents datés des dernières périodes de cet empire.